# Investidura presidencial de Richard Nixon en 1973

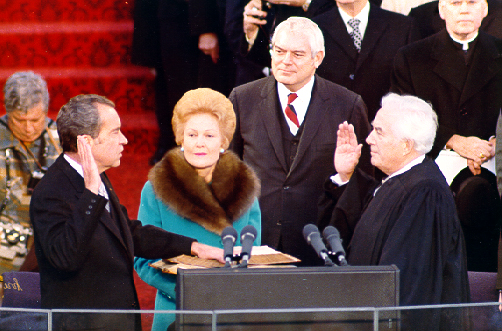
Inauguración presidencial de Richard Nixon el 20 de enero de 1973.

La investidura de 1973 Richard Nixon como el trigésimo séptimo Presidente de los Estados Unidos tuvo lugar el 20 de enero de 1973. Presidente de la Corte Suprema Warren E. Burger realizó el juramento del cargo a él y Vicepresident Spiro Agnew.